# Rochlitz Gyula (költő)
Rochlitz Gyula Miklós (Szerencs, 1896. november 25. – Budapest, Ferencváros, 1957. október 5.) költő, elbeszélő, statisztikai fordító.

## Életútja
Rochlitz Dezső kereskedő és Grieger Lujza fia. Apai nagyszülei Rochlitz Dávid és Zakó Emília, anyai nagyszülei Grieger Márton és Bárczy Valéria voltak. Tanulmányait Vácon, a süketnéma intézetben végezte (1912), majd 1922-ig Kolozsváron volt fényképész. Ekkor áttelepült Magyarországra és Debrecenben, majd Budapesten élt. Fordítóként dolgozott a Központi Statisztikai Hivatalban; 1924-től társelnöke volt az Országos Siketnéma Otthonnak. Halálát szívizomelfajulás, idült szívbélhártyalob okozta.
1929. március 24-én Budapesten, a Ferencvárosban feleségül vette Mihályfy Erzsébetet, Mihályfy Árpád és Wolf Mária lányát, akitől 1930-ban elvált. Ezt követően 1930. február 1-jén Budapesten házasságot kötött Darkó Vilmával. Harmadik felesége Székely Olga volt, aki 1931. március 11-én Budapesten vett nőül. 1932. július 17-én Budapesten újra összeházasodott Darkó Vilmával.

## Munkássága
Szépirodalmi és kritikai írásai 1912-től A Hétfő, Az Újság, a Debreceni Hét, az Erdélyi Szemle, a Kolozsvári Hírlap, a La Gazette des Sourdes-Muets, a Siketnémák és Vakok Oktatásügye, a Siketnémák Közlönye hasábjain jelentek meg; ez utóbbinak 1925-től szerkesztője volt.
Téged szeretlek! című verskötetét saját kiadásában jelentette meg (Kolozsvár, 1919). Összeállításában jelent meg a Budapesti népszerű útmutató (Athenaeum Ny., Bp., 1928).